# Cultivo nasofaríngeo

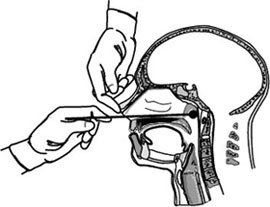
Cultivo nasofaríngeo.

Un cultivo nasofaríngeo es un método de recolección de muestras de secreciones nasales —mediante un hisopo nasofaríngeo— desde la parte posterior de la nariz y la garganta, para la detección de enfermedades. Este método de diagnóstico se usa comúnmente en casos sospechosos de tos ferina, difteria, gripe y varios tipos de enfermedades causadas por la familia de virus coronavirus, incluidos el SARS, MERS y COVID-19.

## Procedimiento

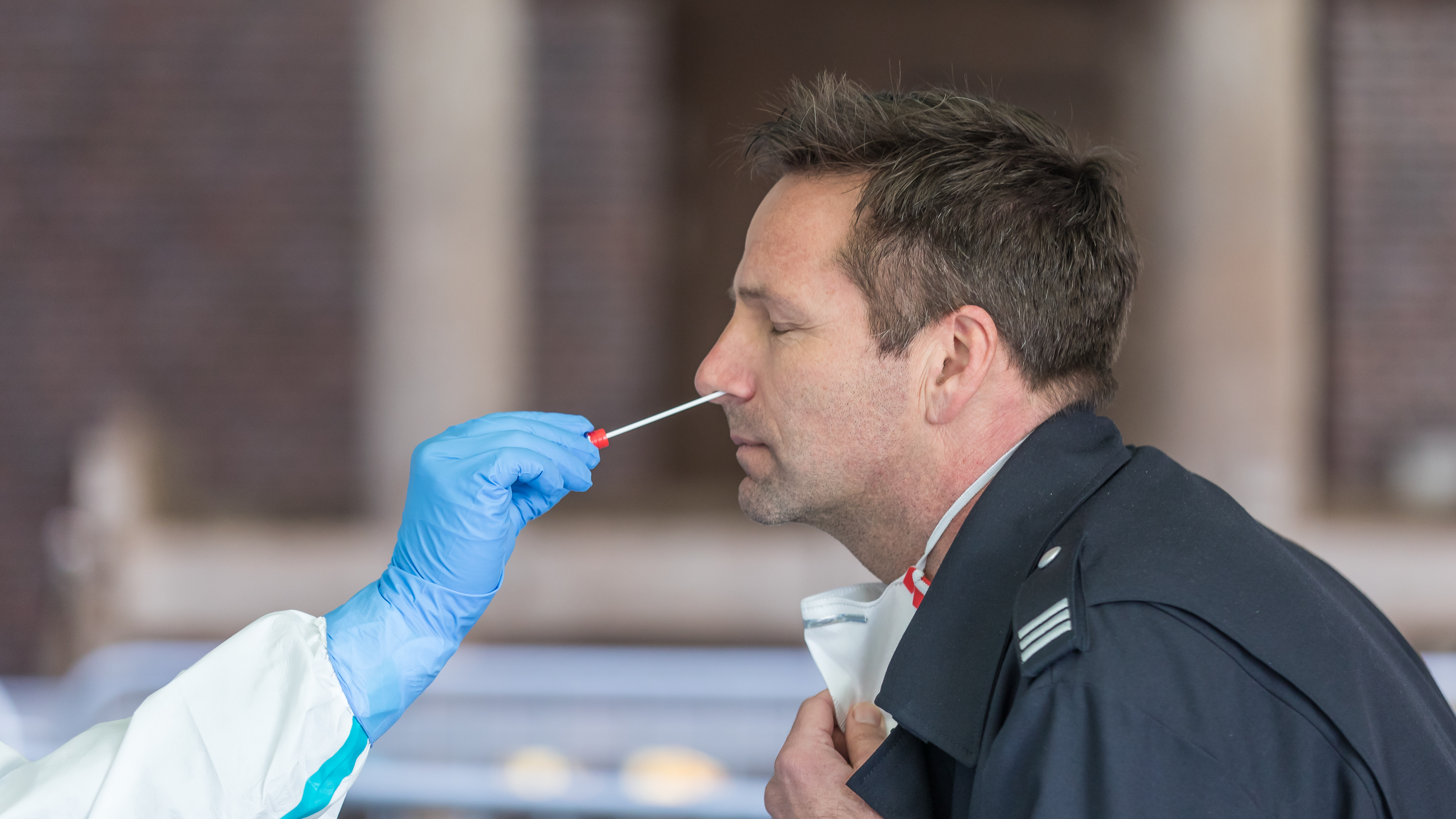
Toma de muestras mediante un hisopo nasofaríngeo durante la pandemia de COVID-19 de 2020 en Colonia, Alemania.

Para recolectar la muestra, el hisopo se inserta en la fosa nasal y se mueve hacia la nasofaringe, una región de la faringe que cubre el techo de la boca. Luego, se gira el hisopo durante un período de tiempo específico para recolectar secreciones, luego se retira el hisopo y se coloca en un medio de transporte viral estéril, que conserva la muestra para el análisis posterior.

## Composición material del hisopo
Similar en concepto al hisopo de algodón, el hisopo utilizado para la recolección nasofaríngea constituye un palo estrecho hecho de una varilla de plástico flexible que está cubierta, en una punta, con material adsorbente como algodón, poliéster o nailon flocado. Algunos mangos de los hisopos están hechos de alambre de acero inoxidable o nicromo.
El material del hisopo usado para una aplicación de diagnóstico particular puede variar según el tipo de prueba. Algunas investigaciones han demostrado que hisopos flocados recogen un mayor volumen de material de muestra, en comparación con aquellos hechos de fibra.

## Métodos relacionados
un método ligeramente diferente, pero relacionado, es la aspiración nasofaríngea. En lugar de depender de un hisopo para atrapar material de la nasofaringe, la aspiración utiliza un catéter conectado a una jeringa. Al igual que con el método del hisopo, el catéter se coloca en la fosa nasal y se avanza suavemente hacia la nasofaringe, donde se introducen aproximadamente de uno a tres mililitros de solución salina, seguido de una nueva aspiración inmediata de la solución salina, junto con las células y las secreciones, que se depositan en la jeringuilla. Este método de aspiración se usa a menudo cuando el paciente es un bebé o un anciano o cuando se indica que el método es más efectivo para un tipo de prueba.